# 木寺祥友
木寺 祥友（きでら よしとも、1963年 - ）は、日本の実業家、技術者。
2019年現在エル・カミノ・リアル代表取締役社長。
関東学院大学工学部建築学科中退。中退１年後の1986年4月に創業。1991年エル・カミノ・リアルを法人化。1995年日本人で初のjava言語のプロジェクトに参加。

## 出版・参考文献
- 「Javaを創った人々」（1996年）
- 「今すぐできるiアプリ」（2001年）